# Joan Torrent
Joan Torrent Solé, né le 6 janvier 1941 à Barcelone (Catalogne, Espagne), est un footballeur espagnol qui jouait au poste de milieu de terrain.

## Carrière
Joan Torrent débute en deuxième division espagnole avec le Girona FC lors de la saison 1958-1959. Entre 1959 et 1961, il joue au CD Condal, toujours en Division 2.
En 1961, il rejoint l'UD Las Palmas, avec qui il monte en première division en 1964. Il joue la saison 1964-1965 avec le FC Barcelone. Avec Barcelone, il joue dix matchs de championnat et participe à la Coupe des villes de foires.
Entre 1965 et 1967, Torrent joue au CE Sabadell. Il revient ensuite au FC Barcelone pour la saison 1967-1968 au cours de laquelle il joue deux matchs de championnat et remporte la Coupe d'Espagne. Entre 1968 et 1971, il joue de nouveau au CE Sabadell.
Au total, il joue 182 matchs dans les championnats professionnels espagnols, inscrivant 10 buts.

## Palmarès
Avec le FC Barcelone :
- Vainqueur de la Coupe d'Espagne en 1968